# (17492) Hippasos
(17492) Hippasos (1991 XG1) – planetoida z grupy trojańczyków okrążająca Słońce w ciągu 11,51 lat w średniej odległości 5,09 j.a. Odkryta 10 grudnia 1991 roku.